# Вансевенант, Маури
Маури Вансевенант (нидерл. Mauri Vansevenant); (род. 1 июня 1999, Остенде, Фламандский регион) — бельгийский профессиональный шоссейный велогонщик, подписавший контракт о выступлении с июля 2020 года за команду мирового тура «Deceuninck-Quick Step». Сын бельгийского профессионального велогонщика Вима Вансевенанта.

## Карьера
Начал свои выступления в велоспорте с 12 лет — с велокросса. Последние 4 года катается только на шоссе. В 2019 году подписал трехлетний контракт с командой мирового тура Deceuninck-Quick Step.
Маури Вансевенант: «Я из велосипедной семьи. Мой отец 14 лет гонялся на высоком уровне, так что велоспорт у меня в крови. Он ушел из профиков 10 лет назад, поэтому я не очень помню, как он выступал, но мы всегда по телевизору смотрели велогонки. Он оказал огромное влияние на меня и дал так много полезных советов. Семья любит прокатиться на велосипедах и даже меня назвали в честь испанского велогонщика Мельсиора Маури. Мой дед хотел, чтобы меня назвали Моррисом, но отцу это имя не понравилось и он решил назвать меня Маури. Я наслаждался сезоном в своей команде EFC — L & R — Vulsteke, — там много хороших ребят. Особенно запомнилась победа на Giro della Valle d’Aosta — на очень сложной гонке для моего поколения гонщиков. Ещё несколько месяцев я буду заниматься своим образованием, а потом готовиться к тому, чтобы присоединиться к Deceuninck — Quick-Step. С нетерпением жду этого. Команда всегда работала с молодыми гонщиками и я рад, что Патрик Лефевер дал мне шанс проявить себя.».

## Достижения
2018
5-й Джиро ди Ломбардия U23
10-й Джиро дель Валле-д’Аоста — Генеральная классификация
1-й  — Молодёжная классификация
2019
1-й  Джиро дель Валле-д’Аоста — Генеральная классификация
1-й  — Молодёжная классификация
5-й Grand Prix Priessnitz spa (Велогонка Мира U-23) — Генеральная классификация
6-й Тур де л’Авенир — Генеральная классификация